# Фештам
Фештам (перс. فشتام) — село в Ірані, у дегестані Есламабад, у бахші Санґар, шагрестані Решт остану Ґілян. За даними перепису 2006 року, його населення становило 387 осіб, що проживали у складі 104 сімей.

## Клімат
Середня річна температура становить 14,22°C, середня максимальна – 27,86°C, а середня мінімальна – -0,98°C. Середня річна кількість опадів – 1140 мм.
| Клімат поселення                              | Клімат поселення | Клімат поселення | Клімат поселення | Клімат поселення | Клімат поселення | Клімат поселення | Клімат поселення | Клімат поселення | Клімат поселення | Клімат поселення | Клімат поселення | Клімат поселення | Клімат поселення |
| Показник                                      | Січ.             | Лют.             | Бер.             | Квіт.            | Трав.            | Черв.            | Лип.             | Серп.            | Вер.             | Жовт.            | Лист.            | Груд.            |                  |
| Середній максимум, °C                         | 8,90             | 9,75             | 12,21            | 17,75            | 21,90            | 25,93            | 27,82            | 27,86            | 24,31            | 21,11            | 16,65            | 11,89            |                  |
| Середня температура, °C                       | 3,96             | 4,80             | 7,26             | 12,81            | 16,97            | 20,98            | 23,51            | 23,56            | 20,02            | 16,82            | 12,35            | 7,58             |                  |
| Середній мінімум, °C                          | −0,98            | −0,13            | 2,32             | 7,86             | 12,02            | 16,04            | 19,23            | 19,26            | 15,72            | 12,52            | 8,05             | 3,28             |                  |
| Норма опадів, мм                              | 119              | 98               | 88               | 51               | 47               | 31               | 30               | 57               | 120              | 181              | 165              | 153              |                  |
| Середньомісячна швидкість вітру, м/с          | 2.30             | 2.40             | 2.40             | 2.38             | 2.30             | 2.38             | 2.59             | 2.26             | 2.04             | 2.10             | 1.94             | 2.00             |                  |
| Середньомісячна сонячна радіація, кДж/м²·день | 6918             | 9016             | 11050            | 15682            | 19798            | 21752            | 22432            | 19086            | 15700            | 10916            | 8661             | 6621             |                  |
| --------------------------------------------- | ---------------- | ---------------- | ---------------- | ---------------- | ---------------- | ---------------- | ---------------- | ---------------- | ---------------- | ---------------- | ---------------- | ---------------- | ---------------- |
| Джерело:                                      |                  |                  |                  |                  |                  |                  |                  |                  |                  |                  |                  |                  |                  |